# Brottning vid olympiska sommarspelen 2024
Brottning vid olympiska sommarspelen 2024 arrangerades mellan den 5 augusti och den 11 augusti 2024 i Champ de Mars Arena i Paris i Frankrike. På programmet fanns sex viktklasser i fristil för damer, sex viktklasser i fristil för herrar och sex viktklasser i grekisk-romersk stil för herrar. Därmed såg programmet likadant ut som i OS 2020 med även oförändrad viktklasser.
Sverige hade med en brottare, Jonna Malmgren, som ställde upp i 53-kiloklassen.

## Medaljsammanfattning
| Damer, fristil    | Guld                  | Silver                           | Brons                          |
| 50 kg Detaljer... | Sarah Hildebrandt USA | Yusneylys Guzmán Kuba            | Yui Susaki Japan               |
| 50 kg Detaljer... | Sarah Hildebrandt USA | Yusneylys Guzmán Kuba            | Feng Ziqi Kina                 |
| 53 kg Detaljer... | Akari Fujinami Japan  | Lucía Yépez Ecuador              | Choe Hyo-gyong Nordkorea       |
| 53 kg Detaljer... | Akari Fujinami Japan  | Lucía Yépez Ecuador              | Pang Qianyu Kina               |
| 57 kg Detaljer... | Tsugumi Sakurai Japan | Anastasia Nichita Moldavien      | Helen Maroulis USA             |
| 57 kg Detaljer... | Tsugumi Sakurai Japan | Anastasia Nichita Moldavien      | Hong Kexin Kina                |
| 62 kg Detaljer... | Sakura Motoki Japan   | Iryna Koljadenko Ukraina         | Aisuluu Tynybekova Kirgizistan |
| 62 kg Detaljer... | Sakura Motoki Japan   | Iryna Koljadenko Ukraina         | Grace Bullen Norge             |
| 68 kg Detaljer... | Amit Elor USA         | Meerim Zjumanazarova Kirgizistan | Buse Tosun Çavuşoğlu Turkiet   |
| 68 kg Detaljer... | Amit Elor USA         | Meerim Zjumanazarova Kirgizistan | Nonoka Ozaki Japan             |
| 76 kg Detaljer... | Yuka Kagami Japan     | Kennedy Blades USA               | Milaimys Marín Kuba            |
| 76 kg Detaljer... | Yuka Kagami Japan     | Kennedy Blades USA               | Tatiana Rentería Colombia      |

| Herrar, fristil    | Guld                        | Silver                      | Brons                               |
| 57 kg Detaljer...  | Rei Higuchi Japan           | Spencer Lee USA             | Aman Sehrawat Indien                |
| 57 kg Detaljer...  | Rei Higuchi Japan           | Spencer Lee USA             | Gulomjon Abdullaev Uzbekistan       |
| 65 kg Detaljer...  | Kotaro Kiyooka Japan        | Rahman Amouzad Iran         | Sebastian Rivera Puerto Rico        |
| 65 kg Detaljer...  | Kotaro Kiyooka Japan        | Rahman Amouzad Iran         | Islam Dudajev Albanien              |
| 74 kg Detaljer...  | Razambek Jamalov Uzbekistan | Daichi Takatani Japan       | Kyle Dake USA                       |
| 74 kg Detaljer...  | Razambek Jamalov Uzbekistan | Daichi Takatani Japan       | Tjermen Valijev Albanien            |
| 86 kg Detaljer...  | Magomed Ramazanov Bulgarien | Hassan Yazdani Iran         | Aaron Brooks USA                    |
| 86 kg Detaljer...  | Magomed Ramazanov Bulgarien | Hassan Yazdani Iran         | Dauren Kurugliev Grekland           |
| 97 kg Detaljer...  | Achmed Tazjudinov Bahrain   | Givi Matjarasjvili Georgien | Magomedkhan Magomedov Azerbajdzjan  |
| 97 kg Detaljer...  | Achmed Tazjudinov Bahrain   | Givi Matjarasjvili Georgien | Amir Ali Azarpira Iran              |
| 125 kg Detaljer... | Geno Petriasjvili Georgien  | Amir Hossein Zare Iran      | Taha Akgül Turkiet                  |
| 125 kg Detaljer... | Geno Petriasjvili Georgien  | Amir Hossein Zare Iran      | Giorgi Meshvildishvili Azerbajdzjan |

| Herrar, grekisk-romersk stil | Guld                      | Silver                     | Brons                              |
| 60 kg Detaljer...            | Kenichiro Fumita Japan    | Cao Liguo Kina             | Zjolaman Sjarsjenbekov Kirgizistan |
| 60 kg Detaljer...            | Kenichiro Fumita Japan    | Cao Liguo Kina             | Ri Se-ung Nordkorea                |
| 67 kg Detaljer...            | Saeid Esmaeili Iran       | Parviz Nasibov Ukraina     | Häsrät Cäfärov Azerbajdzjan        |
| 67 kg Detaljer...            | Saeid Esmaeili Iran       | Parviz Nasibov Ukraina     | Luis Orta Kuba                     |
| 77 kg Detaljer...            | Nao Kusaka Japan          | Demeu Zjadyrajev Kazakstan | Malchas Amojan Armenien            |
| 77 kg Detaljer...            | Nao Kusaka Japan          | Demeu Zjadyrajev Kazakstan | Akzjol Machmudov Kirgizistan       |
| 87 kg Detaljer...            | Semen Novikov Bulgarien   | Alireza Mohmadi Iran       | Zjan Belenjuk Ukraina              |
| 87 kg Detaljer...            | Semen Novikov Bulgarien   | Alireza Mohmadi Iran       | Turpal Bisultanov Danmark          |
| 97 kg Detaljer...            | Mohammad Hadi Saravi Iran | Artur Aleksanjan Armenien  | Gabriel Rosillo Kuba               |
| 97 kg Detaljer...            | Mohammad Hadi Saravi Iran | Artur Aleksanjan Armenien  | Üzür Zjüsüpbekov Kirgizistan       |
| 130 kg Detaljer...           | Mijaín López Kuba         | Yasmani Acosta Chile       | Amin Mirzazadeh Iran               |
| 130 kg Detaljer...           | Mijaín López Kuba         | Yasmani Acosta Chile       | Meng Lingzhe Kina                  |

Denna tabell: visa • redigera